# 오시마 공항
오시마 공항(일본어: 大島空港, 영어: Oshima Airport, IATA: OIM, ICAO: RJTO)은 일본 도쿄도 오시마 지청 오시마정(이즈오섬)에 위치한 지방 관리 공항이다.

## 역사
1964년 6월 1,200미터 활주로가 설치되면서 제3종 공항으로서 개항한 이후 2002년 10월에는 활주로를 1,800미터로 연장하여 제트기들의 운항이 용이하겠끔 설계되어 있다.
그러나 2008년 8월에 기존에 운항하고 있었던 전일본공수가 운항 편수를 줄이자 도쿄 하네다 ~ 오시마 구간의 운항은 1일 1왕복으로 감소했으나 2009년부터 신추오 항공에서 1일 3왕복 운항을 시행하고 있으며 헬기 지역 운송 항공사인 동방항공도 이 노선을 이용하고 있다.

## 운항 노선

### 국내선
| 항공사      | 목적지     |
| ----------- | ---------- |
| 신추오 항공 | 조후       |
| 동방항공    | 미야케지마 |